# سلافكو فرانش
سلافكو فرانش مواليد 30 يناير 1983 في بلييفليا، جمهورية يوغوسلافيا الاشتراكية الاتحادية، هو لاعب كرة سلة مونتينيغري. بدأ مسيرته الاحترافية في سنة 1997. لعب مع نادي طوفاس الرياضي وبورتلاند ترايل بلايزرز. تم اختياره من قبل فريق نيويورك نيكس خلال الدرافت.

## روابط خارجية
- سلافكو فرانش على موقع الاتحاد الدولي لكرة السلة (الإنجليزية)
- سلافكو فرانش على موقع الدوري الأوروبي لكرة السلة (الإنجليزية)
- سلافكو فرانش على موقع إن بي أي (الإنجليزية)
- سلافكو فرانش على موقع سبورتس رفرنس (الإنجليزية)
- سلافكو فرانش على موقع كرة السلة الأوروبية.كوم (الإنجليزية)
- سلافكو فرانش على موقع ريلجم (الإنجليزية)
- سلافكو فرانش على موقع بروبوليرز (الإنجليزية)
- سلافكو فرانش على موقع سبورتس رفرنس (الإنجليزية)